# Erik Schott
Erik Schott (* 1906 in Reval; † 1975 in Bremen) war ein deutscher Architekt.

## Biografie
Nach dem Schulbesuch in Augsburg und Reval studierte er an der Technischen Hochschule Stuttgart.
1935 wurde er stellvertretender Landesplaner in Ostpreußen. Da er im Krieg schwer verwundet wurde, kam er 1945 als Flüchtling nach Bremen. In Fischerhude versuchte er in den folgenden Jahren mit seiner Familie eine Existenz aufzubauen.
Er wurde Mitglied des Kollegenkreises der „Aufbaugemeinschaft Bremen“, der sich um 1945 gegründet hatte.
1947 übernahm er als Gebietsarchitekt den Abschnitt Tiefer in der Altstadt. Dort entstanden unter anderem das Haus der Firma Robert Oscar Meier oder das Bankhaus Martens.
Schott trat als Nachfolger für W. H. Koenenkamp den Vorsitz des Vereins „Lüder v. Bentheim“ ein.
Seine letzte Arbeit galt der Erhaltung des dem Verfall ausgesetzten Wohnhauses des bremischen Bildhauers Frese, welches er zu einer Gaststätte umgestalten wollte. Sein Büro befand sich in der Sögestraße 72.

## Werke
- 1950: Wohnhaus Konsul-Mosle-Weg (mit W. Wortmann)[1]
- 1950: Konditorei Knigge, Sögestraße 42/44, Aufstockung eines vorhandenen Erdgeschosses[2]
- 1951: Kontorhaus, Altenwall[3]
- 1951–1955: Wiederaufbau Essighaus (heute:Deutsche Factoring Bank), Langenstraße 15/21 (mit W. Wortmann)[4]
- 1951–1962: Kontorhaus und Hafenspeicher Auf der Muggenburg Auf der Muggenburg 7; 2013 unter Denkmalschutz.[5][6]
- 1951–1955: Haus Seefahrt, Seefahrtstraße 25, Bremen[7]
- 1952–1954: Anbau eines Weinspeichers an den Schuppen 2
- 1950–1951: Kontorhaus Hagendorff & Grote, Obernstraße 45–47 (mit W. Wortmann)[8]
- 1951–1952, 1954–1955: Haus Seefahrt, Seefahrtstraße 25 (mit W. Wortmann)
- 1952: Einfamilienhaus, Außer der Schleifmühle 76, Bremen (Wiederaufbau nach Zerstörung)[9]
- 1954–1955: Fruchthof Bremen, Breitenweg (mit W. Wortmann)[10]
- 1955: Regina-Filmtheater, Landwehrstraße 38
- 1956: Kontorhaus Robert Oscar Meier, Tiefer 5 (mit W. Wortmann)
- 1957: Bürgermeister-Smidt-Schule, Contrescarpe 26, Bremen[11]
- 1959: Erweiterung Weserburg auf dem Teerhof, Bremen[12]
- 1961–1962: Bremer Tabakbörse, Speicherhof 1, Bremen[13]
- 1961–1962: Gemeindehaus Rablinghausen, Rablinghauser Deich 4
- 1968–1969: „Seefahrtshöhe“, Wohnungen und Einfamilienhäuser der Stiftung Haus Seefahrt

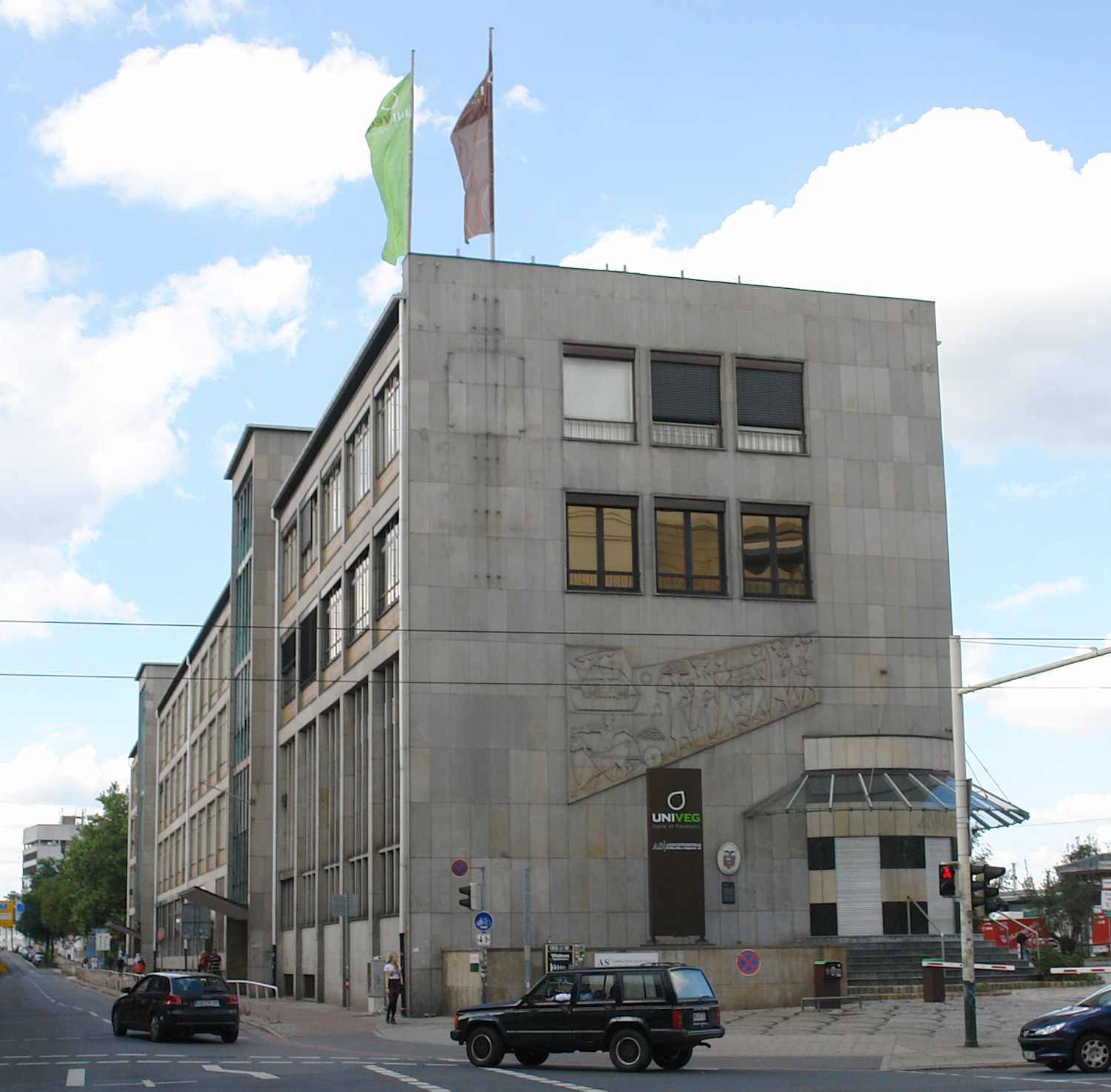
Fruchthof Bremen
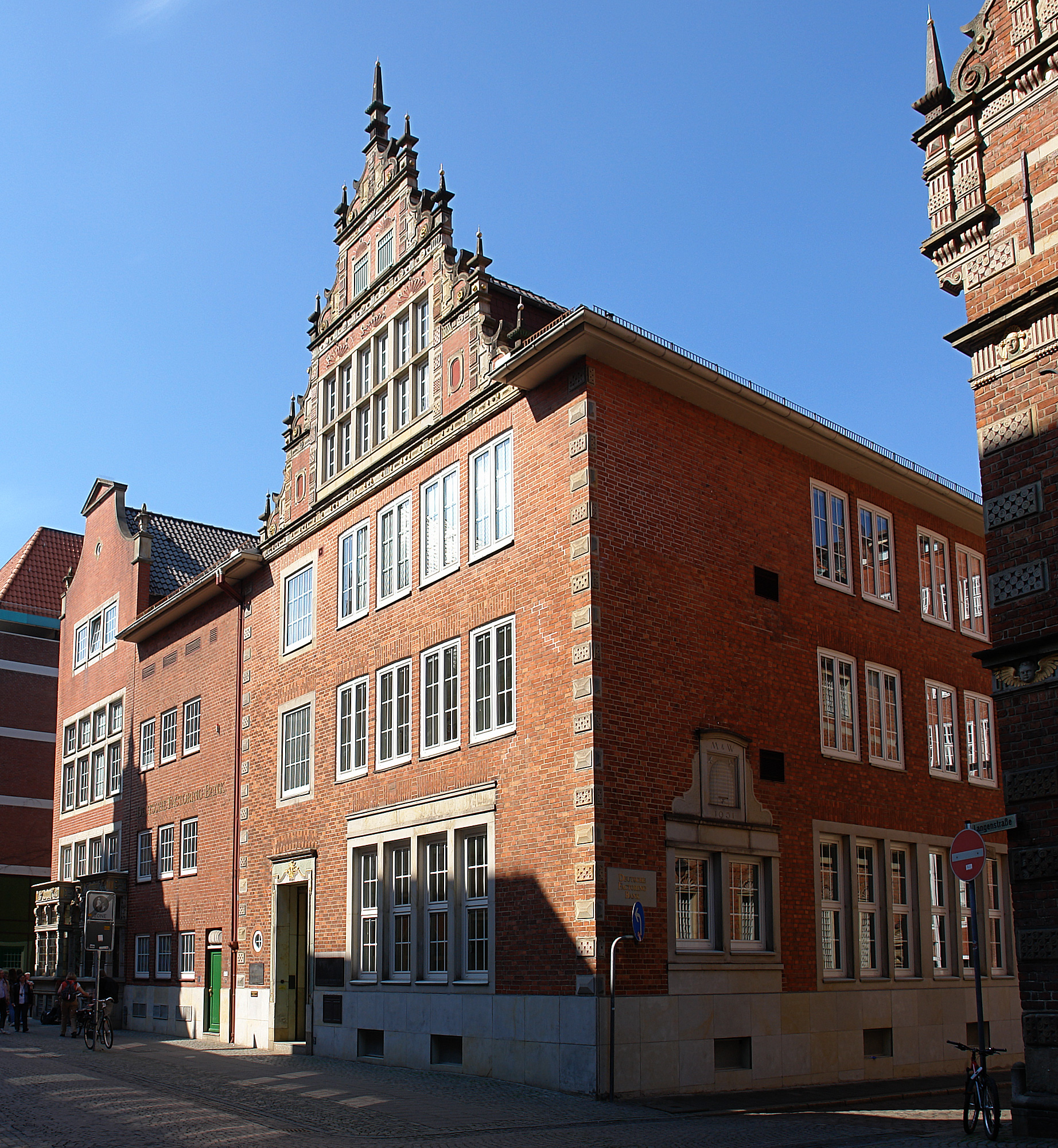
Essighaus